# So rächt sich die Sonne
So rächt sich die Sonne ist ein deutsches Stummfilmdrama aus dem Jahre 1915 von William Wauer (Regie) und Richard Oswald (Drehbuch).

## Handlung
Der Wirt Matter betreibt irgendwo im Nirgendwo eine kleine Gastwirtschaft, die ziemlich heruntergekommen ist. Seine ebenso verhärmte wie kranke Ehefrau liegt Tag für Tag im Bett und benötigt dringend Medikamente, die ihr Mann aber nicht bezahlen kann. Seine halbwüchsige Tochter Aranka versucht – vergeblich – beim Apotheker die vom Arzt verschriebene Medizin zu erbetteln. Eines Tages tritt ein umherziehender Lautenspieler ins Wirtshaus ein und übernachtet in dem armseligen, halb verkommenen Häuschen. Schon am selben Abend sieht Matter, dass der Spielmann dank seiner Unterhaltungskünste offensichtlich über einiges Geld verfügt, und so fasst er einen Plan. Mit einer Axt bewaffnet, will er den schlafenden Gast des Nachts in dessen Bett erschlagen. Doch da kommt ihm seine halbwüchsige Tochter in die Quere, die ihrem Vater sagt, er möge den Geiger darum bitten, noch ein Stück zu spielen, damit die kranke Mutter für einen Moment ihre Schmerzen vergisst. Als am darauf folgenden Tag der Fremde mit seiner Klampfe weiterzieht, folgt ihm Matter heimlich. In dem Moment, in dem sich der Musikus kurz inmitten der Landschaft hinsetzt, um ein wenig auszuruhen, schlägt sich der von hinten anschleichende Gastwirt erbarmungslos zu. Der Spielmann, der im Sterben seinem Mörder weissagt, dass sich für diese Schandtat eines Tages die Sonne an ihm rächen werde, ist tot und wird von Matter ausgeraubt. Doch das Geld kommt zu spät, Matters Ehefrau ist tot. Wenig später findet Aranka im Schankraum neben den im Rausch auf dem Boden schlafenden Vater ein kleines Kettchen. Das Mädchen hebt die Kette auf und behält sie.
Zwölf lange Jahre sind vergangen, und aus dem Kind ist eine hübsche, junge Frau geworden. In der Nähe haben sich die Witwe des ermordeten Wandermusikers und dessen Sohn Arpad, der das Geigenspieltalent des Vaters offensichtlich geerbt hat, niedergelassen. Sie sind der Spur des Toten gefolgt, die hier, in dieser Gegend, endet. Matter hat sich mit dem gestohlenen Geld des Spielmanns ein neues, besseres Wirtshaus aufgebaut und die alte, verkommene Schenke verlassen. Matter möchte gern seine Tochter mit dem Sohn eines reichen Bauern verheiraten, doch die lehnt dieses Ansinnen vehement ab. Aranka und Arpad haben sich nämlich ineinander verliebt. Matter schleicht Aranka nach und will den jungen Mann begutachten. Ihn trifft fast der Schlag, glaubt er doch in dem ebenfalls fiedelnden Musikus den Wiedergänger des von ihm Ermordeten zu sehen. Matter erinnert sich an die Weissagung des Toten, glaubt sich verfolgt und wird immer mehr zu einem Getriebenen und komischen Kauz. Das Sonnenlicht meidet er weitgehend. Wieder daheim, konfrontiert ihn seine Tochter mit dem einst gefundenen Goldkettchen, das sie seitdem um ihren Hals trägt. Er ahnt, dass sie von seiner Bluttat weiß und stürmt aus dem Haus, nicht ohne Aranka vorher einzuschließen und die Tür zuzunageln. Dann holt Matter eine lange Leiter und vernagelt von außen auch ihr Fenster, die letzte Zuflucht ins Freie.
In der Zwischenzeit wartet ihr Liebster Arpad sehnsüchtig auf Aranka, die aber nicht kommt. Und so macht er sich auf die Suche nach ihr. Er hört durch das zugenagelte Fenster Arankas Hilferufe und bricht die Holzverkleidung mit einer Axt auf, Hinzueilende Dorfleute brechen schließlich die von Matter zugenagelte Zimmertür auf und befreien das Liebespaar. Unter der moralischen Last des Verbrechens ist derweil Matter nunmehr dem Irrsinn verfallen. Er torkelt durch die Landschaft, hört innere Stimmen. Schließlich kehrt er in seine alte, verlassene und halbverfallene Schenke zurück. „Die Strahlen der Sonne wollen mich verzehren…!“ ruft er in seinem Verfolgungswahn und verkriecht sich tief in den Keller. Er zündet einen Streichholz an, um es heller werden zu lassen, doch in einem Anfall von Panik lässt er das brennende Zündholz fallen, woraufhin das herumliegende Stroh entflammt. In seinem eigenen Gefängnis eingeschlossen, brennt es bald lichterloh. Matter irrt im zerfallenen, rauchgeschwängerten Gemäuer umher und ruft im Wahn „Die Gluten der Sonne wollen sich rächen!“. Der Gastwirt kann nicht mehr entkommen, und es bewahrheitet sich die Voraussagung, dass sich die Sonne für seine Untat an ihm rächt.

## Produktionsnotizen
So rächt sich die Sonne entstand im Frühling 1915 im Union-Atelier in Berlin-Tempelhof und in freier Natur rund um Berlin. Der Vierakter passierte die Filmzensur im Juli 1915. Die Uraufführung fand mutmaßlich unmittelbar darauf statt.

## Kritik
„Die einzelnen Szenen dieses Dramas sind sehr gut durchgeführt und tragen wesentlich dazu bei, die spannende Handlung noch spannender zu gestalten.“